# Lontalius
Lontalius là một chi bướm ngày thuộc họ Lycaenidae.